# Polycentropus spicatus
Polycentropus spicatus är en nattsländeart som beskrevs av Yamamoto 1967. Polycentropus spicatus ingår i släktet Polycentropus och familjen fångstnätnattsländor. Inga underarter finns listade i Catalogue of Life.